# Оксид скандия
Оксид скандия — бинарное неорганическое соединение металла скандия и кислорода с формулой Sc2O3, бесцветные (белые) кристаллы, нерастворимые в воде.

## Получение
- Горение металлического скандия на воздухе:

{\displaystyle {\mathsf {4Sc+3O_{2}\ {\xrightarrow {200-250^{o}C}}\ 2Sc_{2}O_{3}}}}
- Разложение гидроксида, нитрата, сульфата, карбоната или оксалата скандия:

{\displaystyle {\mathsf {2Sc(OH)_{3}\ {\xrightarrow {>460^{o}C}}\ Sc_{2}O_{3}+3H_{2}O}}}
{\displaystyle {\mathsf {4Sc(NO_{3})_{3}\ {\xrightarrow {>300^{o}C}}\ 2Sc_{2}O_{3}+12NO_{2}+3O_{2}}}}
{\displaystyle {\mathsf {Sc_{2}(SO_{4})_{3}\ {\xrightarrow {>600^{o}C}}\ Sc_{2}O_{3}+SO_{3}+2SO_{2}+O_{2}}}}
{\displaystyle {\mathsf {Sc_{2}(CO_{3})_{3}\ {\xrightarrow {>1000^{o}C}}\ Sc_{2}O_{3}+3CO_{2}}}}
{\displaystyle {\mathsf {Sc_{2}(C_{2}O_{4})_{3}\ {\xrightarrow {>400^{o}C}}\ Sc_{2}O_{3}+3CO_{2}+3CO}}}

## Физические свойства
Оксид скандия образует бесцветные (белые) кристаллы кубической сингонии, пространственная группа I a3, параметры ячейки a = 0,9844 нм, Z = 16.
При 1000°С и давлении 13 ГПа переходит в фазу с
моноклинной сингонией, параметры ячейки a = 1,3171 нм, b = 0,3194 нм, c = 0,7976 нм, β = 100,67°, Z = 6, d = 4,16.
После прокаливания пассивируется и не реагирует с водой и щелочами.

## Химические свойства
- Реагирует с жидкой водой (под давлением):

{\displaystyle {\mathsf {Sc_{2}O_{3}+H_{2}O\ {\xrightarrow {250-300^{o}C}}\ 2ScO(OH)}}}
- Реагирует с концентрированными кислотами:

{\displaystyle {\mathsf {Sc_{2}O_{3}+6HCl\ {\xrightarrow {100^{o}C}}\ 2ScCl_{3}+3H_{2}O}}}
- При сплавлении с оксидами щелочных и щелочноземельных металлов образует скандиаты:

{\displaystyle {\mathsf {Sc_{2}O_{3}+Na_{2}O\ {\xrightarrow {1000^{o}C}}\ 2NaScO_{2}}}}
- Из воздуха поглощает углекислый газ с образованием основного карбоната:

{\displaystyle {\mathsf {Sc_{2}O_{3}+2CO_{2}+H_{2}O\ {\xrightarrow {}}\ 2ScCO_{3}(OH)}}}
- При нагревании реагирует с газообразным сероводородом, образуя сульфид скандия:

{\displaystyle {\mathsf {Sc_{2}O_{3}+3H_{2}S\ {\xrightarrow {1000-1150^{o}C}}\ Sc_{2}S_{3}+H_{2}O}}}
- В присутствии восстановителей реагирует с хлором:

{\displaystyle {\mathsf {Sc_{2}O_{3}+3Cl_{2}+3C\ {\xrightarrow {800-900^{o}C}}\ 2ScCl_{3}+3CO}}}

## Применение
- Высокотемпературная керамика.